# Regering-Geens II
De regering-Geens II (10 december 1985 - 3 februari 1988) was de tweede Vlaamse Regering (toen Vlaamse Executieve genoemd).
De Vlaamse Regering volgde uit de verkiezingen van 13 oktober 1985 en werd voor de eerste keer samengesteld volgens het meerderheidsprincipe in plaats van het proportionaliteitsprincipe.

## Samenstelling
De regering-Geens II bestond uit 9 ministers (8 ministers + 1 minister-president). CVP had 6 ministers (inclusief de minister-president), PVV 3.
| Minister                    | Minister                   | Bevoegdheid                                          | Termijn                            | Partij |
| --------------------------- | -------------------------- | ---------------------------------------------------- | ---------------------------------- | ------ |
|                             | Gaston Geens (1931-2002)   | Voorzitter                                           | 10 december 1985 - 3 februari 1988 | CVP    |
| Economie en Werkgelegenheid | Gaston Geens (1931-2002)   |                                                      | 10 december 1985 - 3 februari 1988 | CVP    |
|                             | Louis Waltniel (1925-2001) | Vicevoorzitter                                       | 10 december 1985 - 3 februari 1988 | PVV    |
| Financiën en Begroting      | Louis Waltniel (1925-2001) |                                                      | 10 december 1985 - 3 februari 1988 | PVV    |
|                             | Rika Steyaert (1925-1995)  | Gezin en Welzijnszorg                                | 10 december 1985 - 3 februari 1988 | CVP    |
|                             | Paul Akkermans (1923-2007) | Huisvesting                                          | 10 december 1985 - 21 oktober 1987 | CVP    |
|                             | Jos Dupré (1928-2021)      | Huisvesting                                          | 21 oktober 1987 - 3 februari 1988  | CVP    |
|                             | Jan Lenssens (1935-2006)   | Volksgezondheid en Leefmilieu                        | 10 december 1985 - 3 februari 1988 | CVP    |
|                             | Jean Pede (1927-2013)      | Binnenlandse Aangelegenheden en Ruimtelijke Ordening | 10 december 1985 - 3 februari 1988 | PVV    |
|                             | Theo Kelchtermans (1943)   | Onderwijs en Vorming                                 | 10 december 1985 - 3 februari 1988 | CVP    |
|                             | Paul Deprez (1937)         | Externe Betrekkingen                                 | 10 december 1985 - 3 februari 1988 | CVP    |
|                             | Patrick Dewael (1955)      | Cultuur                                              | 10 december 1985 - 3 februari 1988 | PVV    |

### Herschikkingen
- Op 21 oktober 1987 wordt Paul Akkermans vervangen door Jos Dupré.